# Can Roqué (Caldes d'Estrac)
Can Roqué és una obra eclèctica de Caldes d'Estrac (Maresme) inclosa a l'Inventari del Patrimoni Arquitectònic de Catalunya.

## Descripció
Casa de planta baixa, pis i golfes. Coberta a dues aigües i un petit ràfec. Fa cantonada. La façana és de composició simètrica. Les obertures són d'arcs dentats. Hi ha un petit jardí.

## Història
Es troba al barri de la Santema, d'habitatges en filera, dins el terreny municipal d'Arenys, que fou annexionat a Caldes el 1929.